# Orange Walk People’s Stadium
Orange Walk People's Stadium – piłkarski stadion w Orange Walk, w Belize. Obiekt może pomieścić 3000 widzów. Swoje spotkania na stadionie rozgrywają piłkarze klubu Juventus FC należącego do Belize Premier Football League.